# Nukleosyntese
Nukleosyntese er den proces, der skaber nye atomkerner (atomer) af eksisterende atomkerner og subatomare partikler. Nukleonerne består af kvarker som bindes sammen af gluoner. De første nukleoner (protoner og neutroner) opstod i forbindelse med Big Bang i den såkaldte Big Bang-nukleosyntese, da temperaturen (energitætheden) var sunket til omkring 10 millioner grader. I løbet af de første tre minutter blev de mest simple atomkerner dannet, og efter Big Bang bestod stof i universet af omtrent 24% helium, 76% hydrogen (efter vægt) og små mængder af andre isotoper såsom Deuterium Helium-3 og Litium-7.
Nukleosyntese af lettere atomkerner foregår i stjerner ved kernereaktioner. Stjerner som er mere end 4 gange solens vægt vil før eller siden eksplodere som en supernova og producerer stadig tungere atomer op til jern. I den sidste fase, når kernen imploderer, opstår intens stråling som kan producere de allertungeste kerner. Disse atomer bliver spredt når stjernen eksploderer og kan derfor indgå når nye stjerner og planetsystemer dannes.
På denne måden er universets masse i dag fordelt på 74% hydrogen, 24% helium, 1% oxygen, 0,5% carbon og 0,5% andre grundstoffer. Solen er en relativt ung tredjegenerationsstjerne med en metallicitet på ca. 1,6. Dette er en forudsætning for at planeter såsom Jorden kan dannes, eftersom solsystemets planeter har et højt indold af andre stoffer end hydrogen og helium.

## Fodnoter
1. ↑  Charles H. Lineweaver (december 2000). "An Estimate of the Age Distribution of Terrestrial Planets in the Universe: Quantifying Metallicity as a Selection Effect". Hentet 29. januar 2007.

| Fysik | Spire Denne artikel om fysik er en spire som bør udbygges. Du er velkommen til at hjælpe Wikipedia ved at udvide den. |